# Sevilla Fútbol Club Puerto Rico
O Sevilla FC Puerto Rico foi um time de futebol profissional porto-riquenho com sede em Juncos, Porto Rico . Fundada em 2006, a equipe costumava jogar na Liga de Futebol de Porto Rico . O clube foi fundado em 2006 como uma equipe reserva para os Puerto Rico Islanders Football Club da North American Soccer League (2011) em Bayamón, mas em 2008 fez parceria com o clube espanhol da La Liga Sevilla FC e se mudou um ano depois para Juncos . O Sevilla venceu a temporada regular e os playoffs na temporada inaugural da Liga de Futebol de Porto Rico em 2008, e também venceu a temporada regular em 2011, antes de perder a final do playoff nos pênaltis para os Leones .
A equipe jogava seus jogos em casa no Estádio Josué Elevadito González, e as cores da equipe são branco, preto, azul e dourado. Seu atual treinador é Francis Muñoz . A equipe também tem um time secundário chamado Atlético de Sevilha, que joga na Liga Nacional de Futbol de Puerto Rico, a outra 1ª divisão do futebol em Porto Rico.

## História
O clube foi formado em 2006 como o Puerto Rico Islanders B, um time agrícola do United Soccer League de Puerto Rico Islanders, e jogou na agora extinta "Liga Premier" de 2006 a 2007. A equipe estava sediada em Bayamón, nos arredores de San Juan, com o clube principal. Em 2008, o clube encontrou um novo afiliado no formato do Sevilla FC da La Liga, um dos principais clubes da Espanha. e mudou seu nome para Sevilla Bayamón FC. O clube se tornou um dos oito fundadores da Puerto Rico Soccer League, a primeira liga nacional em Porto Rico. Antes da temporada de 2009, o clube desistiu devido a problemas de propriedade, mas a cidade de Juncos os comprou a tempo para a temporada de 2009, permitindo que o Sevilla FC Porto Rico defenda seu título.
O Sevilla FC estreou em 3 de julho de 2008, em uma vitória por 1 a 0 sobre o Huracán, e seguiu a vitória ao vencer o River Plate pela mesma pontuação. Em 20 de julho de 2008, o Sevilla FC derrotou a Academia Quintana e ficou em primeiro lugar no campeonato. A equipe solidificou sua posição no quarto jogo, onde derrotou San Juan por 1 a 0, e depois derrotou Tornados de Humacao de 11 a 1. A série de cinco vitórias desde o início da temporada terminou em 10 de agosto de 2008, quando empatou com o Fluminense . Isso marcou o fim do primeiro tempo da liga, e as equipes competiram uma contra a outra pela segunda vez. Nos dois primeiros jogos desta etapa, o Sevilla FC derrotou Gigantes de Carolina e Caguas Huracán. Para fechar a temporada regular, o time venceu 3, perdeu 2 e empatou 1 jogo. Em 2 de outubro de 2008, o Sevilha derrotou o Carolina Giants por 6 a 0 e conquistou o primeiro lugar dessa etapa. No sábado, 18 de outubro de 2008, o Sevilha ganhou o primeiro campeonato da Liga de Futebol de Porto Rico por 2 a 1 contra o River Plate .
Na temporada de 2009, o time mudou-se para Juncos e foi renomeado Sevilla-FC Juncos. O Sevilla-FC Juncos venceu seu primeiro jogo da temporada 2009 contra o Bayamón (1-0). O Sevilla venceu o próximo jogo por 5-1 contra o Caguas Huracan . O clube terminou sua temporada em 3º lugar e perdeu nas semifinais dos playoffs da Liga de Futebol de Porto Rico de 2009 para os eventuais vencedores Bayamon FC . Em 2011, o Sevilha venceu o campeonato regular, mas perdeu nos pênaltis para o Leones na final do play-off.

## Cores e emblema
Até 2007, eles usavam uniformes parecidos com os de seu clube principal, o Puerto Rico Islanders, usando as mesmas cores de laranja, azul escuro e branco. Em 2008, quando se associaram ao Sevilla FC da Espanha, adotaram os uniformes e as cores branco,  vermelho e preto do time. O kit caseiro atual é uma réplica de um dos antigos uniformes do Sevilla FC: é branco com pinceladas de preto e vermelho que passam horizontalmente logo abaixo do braço, da direita para a esquerda. Os uniformes fora também usam esses traços, mas em vez de preto, usam branco.